# Hajdamaki
Hajdamaci ili oprišci; (jedn. hajdamak, oprišok)(ukr. гайдамаки, опришки ); gerilske su vojničke skupine koje su u 18. stoljeću provodile antipoljske ustanke na prostorima zapadne Ukrajine. Naziv "Hajdamaki" ima tursko porijeklo, a u ukrajinski rječnik su ga prenijeli Zaporoški kozaci koji su uz ukrajinske seljake činili veći dio hajdamačke gerilske vojske. 
Hajdamaci su u ukrajinskom društvu također bili poznati kao opriški, što predstavlja slaveniziran sinonim za riječ hajdamaci. Naziv oprišci prevladava u Galiciji, Zakarpatju i Bukovini.
Najpoznatiji pripadnici hajdamačke vojske bili su Ivan Honta i Maksim Zaliznjak. Posljednji ustanak hajdamaka dogodio se 1830. godine pod vodstvom Ustyma Karmaljuka. 
Poljske vlasti hajdamake su ujedno oslovljavalje hajducima jer su te riječi također predstavljale sinonime.

## Vanjske poveznice
- Hajdamaki - Enciklopedija Ukrajine (eng.)
- Ustanci Hajdamaka - Enciklopedija Ukrajine (eng.)